# Bộ Tài nguyên và Môi trường (Việt Nam)
Bộ Tài nguyên và Môi trường là cơ quan cũ của Chính phủ Việt Nam, thực hiện chức năng quản lý nhà nước về các lĩnh vực: Đất đai; tài nguyên nước; tài nguyên khoáng sản, địa chất; môi trường; khí tượng thủy văn; biến đổi khí hậu; đo đạc và bản đồ; quản lý tổng hợp tài nguyên và bảo vệ môi trường biển và hải đảo; viễn thám; quản lý nhà nước các dịch vụ công trong các lĩnh vực thuộc phạm vi quản lý của Bộ.
Ngày 18 tháng 2 năm 2025, Bộ này sáp nhập, hợp nhất với Bộ Nông nghiệp và Phát triển nông thôn thành một Bộ mới là Bộ Nông nghiệp và Môi trường, kết thúc hoạt động, theo Nghị quyết của Quốc hội Việt Nam trong phiên họp không thường kỳ.

## Lịch sử phát triển
- Ngày 5 tháng 8 năm 2002, Quốc hội nước Cộng hòa Xã hội Chủ nghĩa Việt Nam khoá XI, kỳ họp thứ nhất thông qua Nghị quyết số 02/2002/QH11 thành lập Bộ Tài nguyên và Môi trường[3],  trên cơ sở hợp nhất các đơn vị Tổng cục Địa chính, Tổng cục Khí tượng Thủy văn và Cục Môi trường từ Bộ Khoa học, Công nghệ và Môi trường; Tổng cục Địa chất và Khoáng sản và Viện Địa chất và Khoáng sản từ Bộ Công nghiệp; và bộ phận quản lý tài nguyên nước thuộc Cục Quản lý Nước và Công trình Thủy lợi từ Bộ Nông nghiệp và Phát triển Nông thôn.
- Ngày 11 tháng 11 năm 2002, Chính phủ ban hành Nghị định số 91/2002/NĐ-CP quy định chức năng, nhiệm vụ, quyền hạn và cơ cấu tổ chức của Bộ Tài nguyên và Môi trường.
- Ngày 04 tháng 3 năm 2008, Chính phủ ban hành Nghị định số 25/2008/NĐ-CP quy định chức năng, nhiệm vụ, quyền hạn và cơ cấu tổ chức của Bộ Tài nguyên và Môi trường. Nghị định này thay thế Nghị định số 91/2002/NĐ-CP[4].
- Ngày 04 tháng 3 năm 2013 Chính phủ ban hành Nghị định số 21/2013/NĐ-CP quy định chức năng, nhiệm vụ, quyền hạn và cơ cấu tổ chức của Bộ Tài nguyên và Môi trường[5]. Nghị định này thay thế Nghị định số 25/2008/NĐ-CP.
- Ngày 04 tháng 4 năm 2017, Chính phủ ban hành Nghị định số 36/2017/NĐ-CP quy định chức năng, nhiệm vụ, quyền hạn và cơ cấu tổ chức của Bộ Tài nguyên và Môi trường. Nghị định này thay thế Nghị định số 21/2013/NĐ-CP.
- Ngày 22 tháng 9 năm 2022, Chính phủ ban hành Nghị định số 68/2022/NĐ-CP quy định chức năng, nhiệm vụ, quyền hạn và cơ cấu tổ chức của Bộ Tài nguyên và Môi trường. Nghị định này thay thế Nghị định số 36/2017/NĐ-CP.
- Ngày 18 tháng 2 năm 2025, Bộ Tài nguyên và Môi trường hợp nhất với Bộ Nông nghiệp và Phát triển nông thôn thành Bộ Nông nghiệp và Môi trường.[2]

## Nhiệm vụ và quyền hạn
Căn cứ theo Nghị định số 123/2016/NĐ-CP ngày 1/9/2016 của Chính phủ quy định chức năng, nhiệm vụ, quyền hạn và cơ cấu tổ chức của bộ, cơ quan ngang bộ, Nghị định số 101/2020/NĐ-CP ngày 28 tháng 8 năm 2020 của Chính phủ sửa đổi, bổ sung một số điều của Nghị định số 123/2016/NĐ-CP và Nghị định số 68/2022/NĐ-CP ngày 22/9/2022 của Chính phủ quy định chức năng, nhiệm vụ, quyền hạn và cơ cấu tổ chức của Bộ Tài nguyên và Môi trường, Bộ thực hiện chức năng quản lý nhà nước về các lĩnh vực:
1. Đất đai.
2. Tài nguyên nước.
3. Địa chất và khoáng sản.
4. Môi trường.
5. Bảo tồn thiên nhiên và đa dạng sinh học.
6. Khí tượng thủy văn.
7. Đo đạc, bản đồ và thông tin địa lý.
8. Quản lý tổng hợp tài nguyên và bảo vệ môi trường biển và hải đảo.
9. Biến đổi khí hậu.
10. Viễn thám.

## Cơ cấu tổ chức

### Các đơn vị thực hiện chức năng quản lý nhà nước
(Theo Điều 3, Nghị định số 68/2022/NĐ-CP ngày 22/9/2022 của Chính phủ)

#### Các đơn vị tham mưu, tổng hợp
- Văn phòng Bộ[8]
- Thanh tra Bộ
- Vụ Tổ chức cán bộ
- Vụ Hợp tác quốc tế
- Vụ Kế hoạch - Tài chính
- Vụ Khoa học và Công nghệ
- Vụ Pháp chế
- Vụ Đất đai[9]
- Vụ Môi trường

#### Các đơn vị quản lý nhà nước
- Tổng cục Khí tượng Thủy văn
- Cục Bảo tồn thiên nhiên và Đa dạng sinh học
- Cục Biển và Hải đảo Việt Nam
- Cục Biến đổi khí hậu
- Cục Chuyển đổi số và Thông tin dữ liệu tài nguyên môi trường
- Cục Đăng ký và Dữ liệu thông tin đất đai[10]
- Cục Địa chất Việt Nam
- Cục Đo đạc, Bản đồ và Thông tin địa lý Việt Nam
- Cục Khoáng sản Việt Nam[11]
- Cục Kiểm soát ô nhiễm môi trường
- Cục Quản lý tài nguyên nước
- Cục Quy hoạch và Phát triển tài nguyên đất
- Cục Viễn thám Quốc gia

#### Các đơn vị sự nghiệp
- Viện Chiến lược, Chính sách tài nguyên và môi trường
- Báo Tài nguyên và Môi trường
- Tạp chí Tài nguyên và Môi trường
- Trung tâm Quy hoạch và Điều tra tài nguyên nước quốc gia
- Trường Đào tạo, bồi dưỡng cán bộ tài nguyên và môi trường

### Các đơn vị khác
Các đơn vị quản lý nhà nước
- Văn phòng Đảng - Đoàn thể
- Văn phòng Hội đồng đánh giá trữ lượng khoáng sản
- Văn phòng thường trực Ủy ban sông Mê Công Việt Nam

Các đơn vị sự nghiệp
- Trung tâm Điều dưỡng và Phục hồi chức năng
- Viện Khoa học Địa chất và Khoáng sản
- Viện Khoa học Đo đạc và Bản đồ
- Viện Khoa học môi trường, biển và hải đảo
- Viện Khoa học Khí tượng Thủy văn và Biến đổi khí hậu
- Viện Khoa học Tài nguyên nước
- Trường Đại học Tài nguyên và Môi trường Hà Nội
- Trường Đại học Tài nguyên và Môi trường Thành phố Hồ Chí Minh
- Trung tâm truyền thông Tài nguyên và Môi trường
- Ban Quản lý các dự án đầu tư và xây dựng
- Quỹ Bảo vệ môi trường Việt Nam

### Các doanh nghiệp
- Công ty TNHH MTV Tài nguyên và Môi trường
- Công ty TNHH MTV Tài nguyên và Môi trường miền Nam
- Công ty TNHH MTV Nhà Xuất bản Tài nguyên - Môi trường và Bản đồ Việt Nam

## Lãnh đạo Bộ qua các thời kỳ

### Bộ trưởng
- Xem chi tiếtː Bộ trưởng Bộ Tài nguyên và Môi trường (Việt Nam)

### Thứ trưởng
1. Đặng Hùng Võ (2002–2007)
2. Triệu Văn Bé (2002–2006)
3. Đỗ Hải Dũng (2002–2007)
4. Trần Thế Ngọc (2007–2009)
5. Nguyễn Văn Đức (2008–2013)
6. Nguyễn Mạnh Hiển (2011–2015)
7. Bùi Cách Tuyến (2011–2015)